# مقايضة مالية

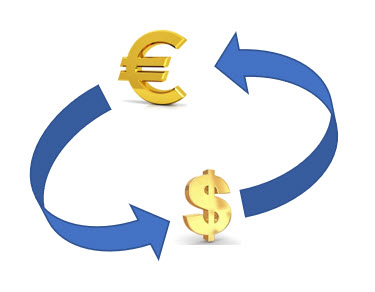
مبادلة اليورو بالدولار الأمريكي ومبادلة الدولار الأمريكي باليورو

عقد المقايضة المالية (بالإنجليزية: Swap)‏ هو أحد المشتقات المالية، يلزم الطرف المتعاقد بالتنازل عن سلسلة من التدفقات النقدية للطرف الآخر في مقابل سلسلة تدفقات نقدية أخرى منه، وتدعى السلسلتين بـ"سيقان المقايضة"، وعادة ما تكون سلاسل التدفقات النقدية هذه ناتجة عن سندات مالية مملوكة من قبل الأطراف المتعاقدة أو مشتقات مالية أخرى. وتستخدم المقايضات في الوقاية من مخاطر معينة مثل مخاطر سعر الفائدة ومخاطر سعر صرف العملات، وتستخدم أيضا للمضاربة على أسعار أدوات استثمارية أو سلع معينة.

## من أنواع المقايضات المالية
- مقايضة سعر الفائدة
- مقايضة العملات
- مقايضة مخاطر الإفلاس
- مقايضة السلع
- مقايضة السندات